# Lago Masch
El lago Masch (en alemán: Maschsee) es un lago artificial situado al sur de la ciudad de Hannover, en el distrito rural de Región Hannover, en el estado de Baja Sajonia (Alemania), a una altitud de 53 metros; tiene un área de 78 hectáreas, lo que lo convierten en el mayor lago de Hannover.

## Galerìa

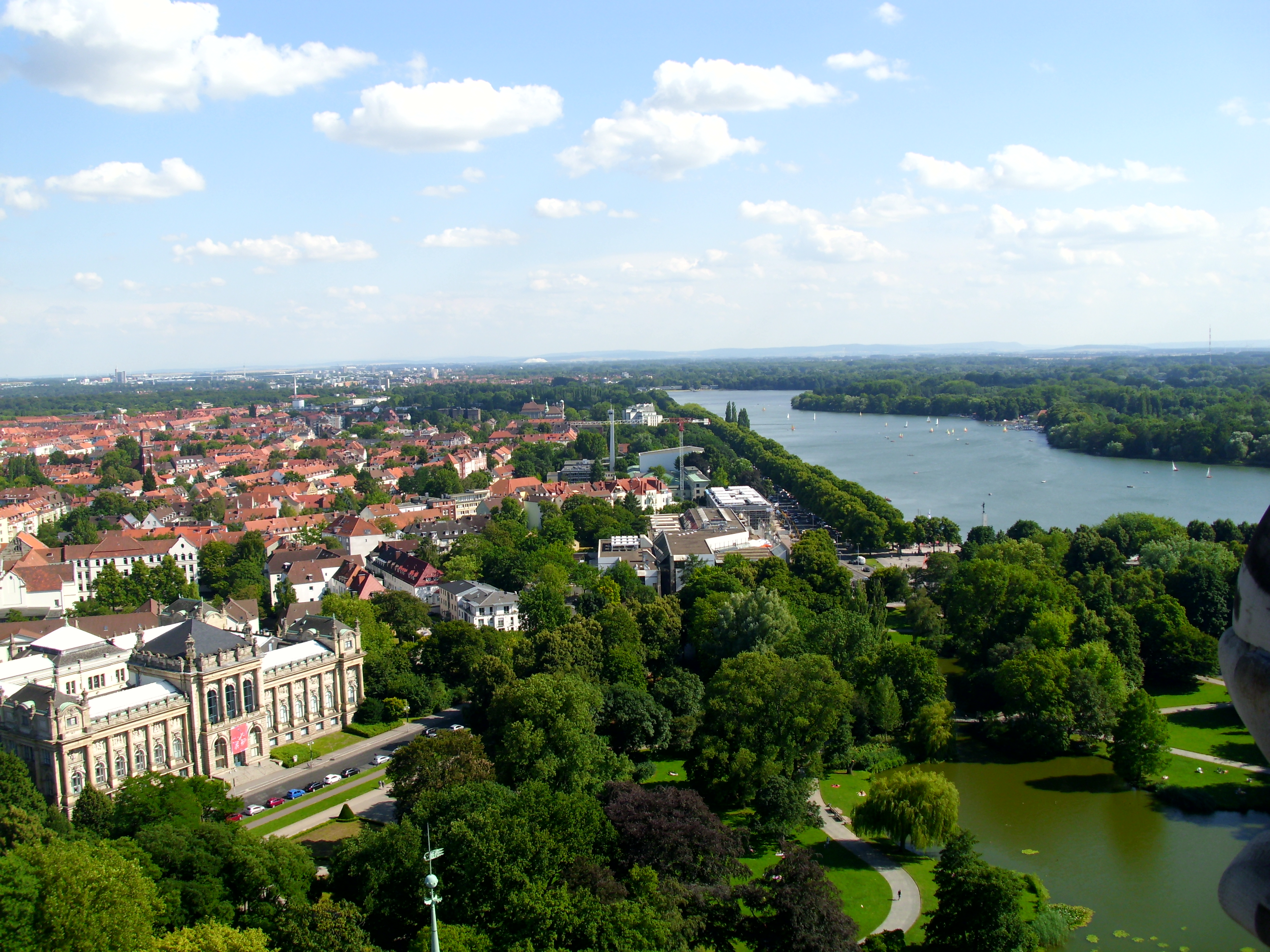
Vista del lago desde el ayuntamiento
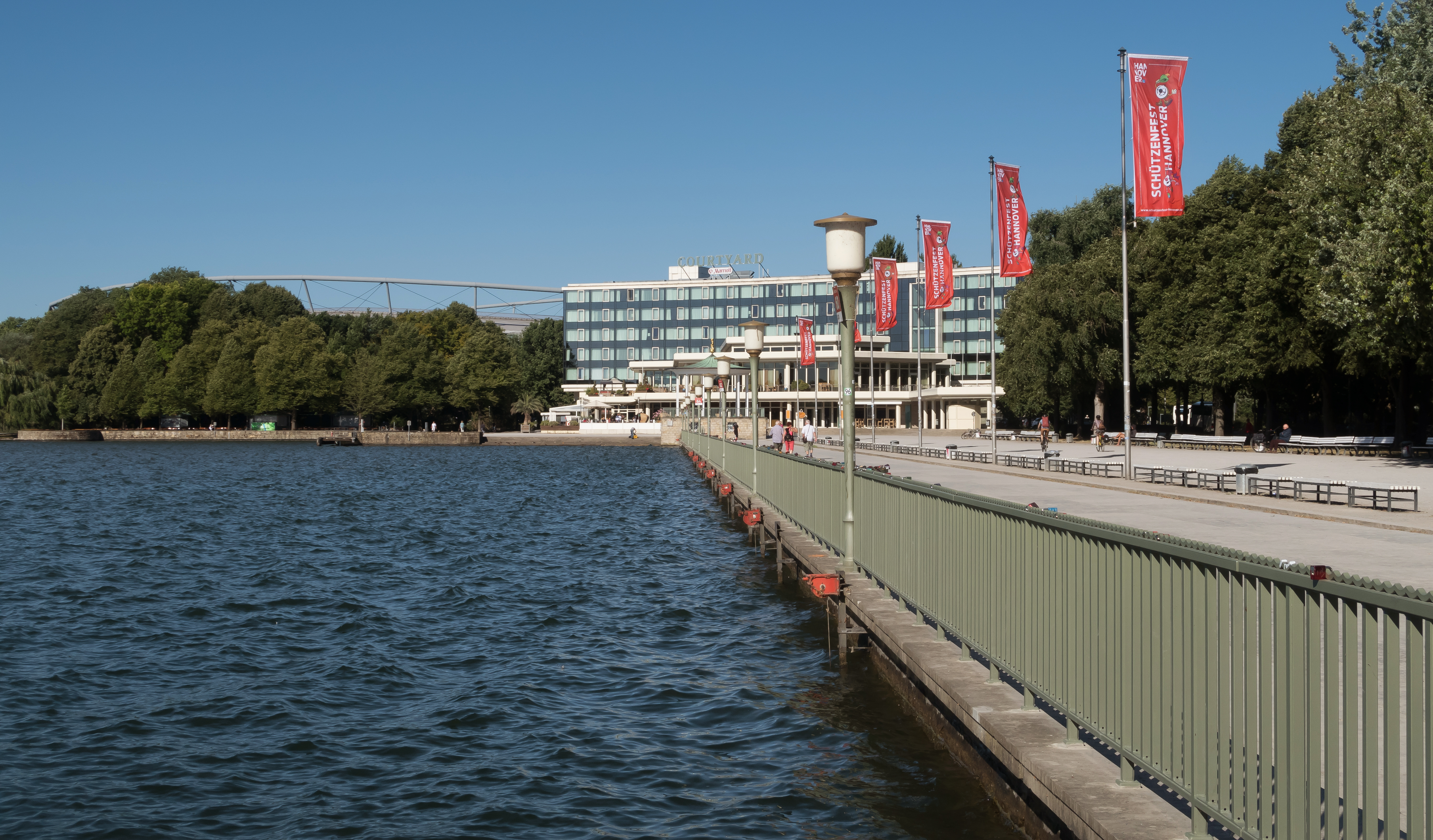
Vista del lago desde el Hellebardier
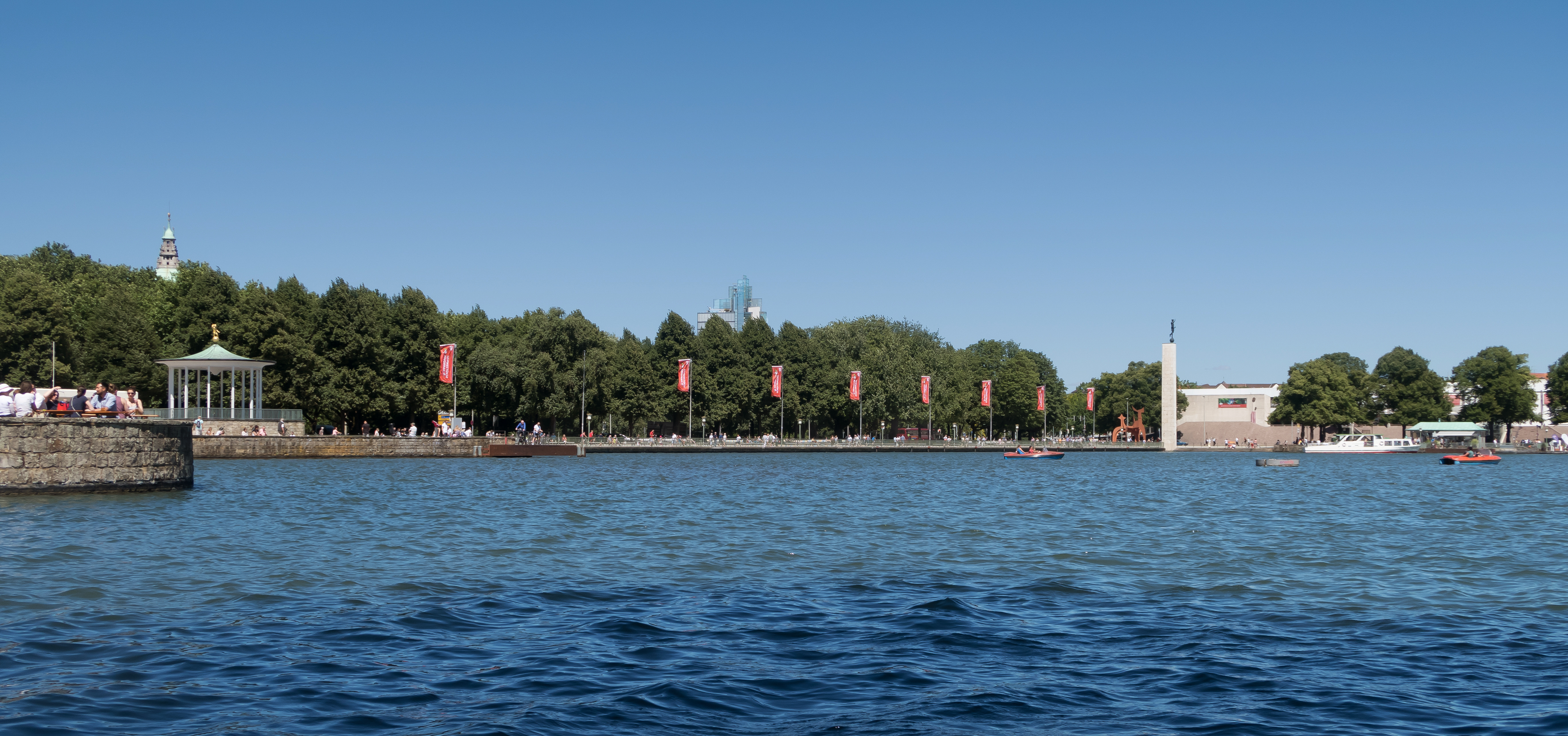
Vista del lago desde el Karl Thiele Weg

## Características
El origen del nombre proviene de la palabra alemana masch (ciénaga). Actualmente es muy popular para la práctica de deportes acuáticos.